# توماس غريدي
توماس غريدي (بالإنجليزية: Thomas Grady)‏ هو سياسي أمريكي، ولد في 6 أكتوبر 1939 في تونوباه في الولايات المتحدة. حزبياً، نشط في الحزب الجمهوري. وقد انتخب عضو المجلس النيابي لولاية نيفادا (4 فبراير 2003 – ).